# Galina Petrowna Goptschenko
Galina Petrowna Goptschenko (russisch Галина Петровна Гопченко, englisch Galina Gopchenko; * 26. Mai 1948 als Galina Bereslawskaja russisch Береславская, englisch Bereslavskaya) ist eine ehemalige sowjetische Leichtathletin, die sich auf den Weitsprung spezialisiert hat.

## Sportliche Laufbahn
Galina Goptschenko trat nur bei den Halleneuropameisterschaften 1976 in München in Erscheinung und gewann dort mit einer Weite von 6,48 m die Bronzemedaille hinter ihrer Landsfrau Lidija Alfejewa und Jarmila Nygrýnová aus der Tschechoslowakei.